# Neder-Silezisch voetbalkampioenschap 1913/14
In 1913/14 werd het achtste Neder-Silezisch voetbalkampioenschap gespeeld, dat georganiseerd werd door de Zuidoost-Duitse voetbalbond. De competitie werd nu in vier groepen verdeeld, waarvan de winnaars aan een eindronde deelnamen. 
ATV Liegnitz werd kampioen en plaatste zich voor de Zuidoost-Duitse eindronde. De club werd in de eerste ronde door Preußen Görlitz verslagen.

## Voorronde

### Gau Brieg
Uit de Gau Brieg is enkel bekend dat SC Brega 09 Brieg deelnam. 

### Gau Glogau
| Plaats | Club                      | Wed. | W | G | V | Saldo | Ptn |
| ------ | ------------------------- | ---- | - | - | - | ----- | --- |
| 1.     | SC Preußen 1911 Glogau    |      |   |   |   |       |     |
| 2.     | Grünberger SC             |      |   |   |   |       |     |
| 3.     | FC Viktoria Kusser        |      |   |   |   |       |     |
| 4.     | SC Preußen 1911 Glogau II |      |   |   |   |       |     |
| 5.     | FC Fortuna Neusalz        |      |   |   |   |       |     |
| 6.     | FC Fortuna Neusalz II     |      |   |   |   |       |     |
| 7.     | FC Wacker Grünberg        |      |   |   |   |       |     |

|  | Geplaatst voor eindronde |

### Gau Liegnitz
| Plaats | Club                    | Wed. | W | G | V | Saldo | Ptn |
| ------ | ----------------------- | ---- | - | - | - | ----- | --- |
| 1.     | ATV Liegnitz            | 4    | 3 | 1 | 0 | 19:1  | 7:1 |
| 2.     | FC Blitz 03 Liegnitz    | 4    | 1 | 2 | 1 | 5:9   | 4:4 |
| 3.     | FC Viktoria 06 Liegnitz | 4    | 0 | 1 | 3 | 3:17  | 1:7 |

|  | Geplaatst voor eindronde |

### Gau Schweidnitz
| Plaats | Club                        | Wed. | W | G | V | Saldo | Ptn |
| ------ | --------------------------- | ---- | - | - | - | ----- | --- |
| 1.     | SV Silesia Freiburg         |      |   |   |   |       |     |
| 2.     | Schweidnitzer FV 1911       |      |   |   |   |       |     |
| 3.     | Waldenburger SV 09          |      |   |   |   |       |     |
| 4.     | FC Sportfreunde Schweidnitz |      |   |   |   |       |     |
| 5.     | Schweidnitzer FV 1911 II    |      |   |   |   |       |     |

|  | Geplaatst voor eindronde |

## Eindronde

### Halve finale
|                  |              |       |                |          |
| 22 februari 1914 | ATV Liegnitz | 6 – 1 | SC Brega Brieg | Liegnitz |
| 22 februari 1914 |              |       |                | Liegnitz |

|              |                   |   |                     |          |
| 1 maart 1914 | SC Preußen Glogau | ? | SV Silesia Freiburg | Liegnitz |
| 1 maart 1914 |                   |   |                     | Liegnitz |

Uitslag onbekend, enkel dat Glogau won. 

### Finale
|              |              |       |                   |          |
| 8 maart 1914 | ATV Liegnitz | 3 – 2 | SC Preußen Glogau | Liegnitz |
| 8 maart 1914 |              |       |                   | Liegnitz |